# Janina (województwo świętokrzyskie)
Janina – wieś w Polsce, położona w województwie świętokrzyskim, w powiecie buskim, w gminie Busko-Zdrój.

## Integralne części wsi
| SIMC    | Nazwa               | Rodzaj    |
| ------- | ------------------- | --------- |
| 0231828 | Bugaj               | część wsi |
| 0231834 | Gonszczołowizna     | część wsi |
| 0231840 | Janina Poduchowna   | część wsi |
| 0231857 | Ogonów              | część wsi |
| 0231870 | Porębina-Wieczorków | część wsi |
| 0231886 | Stara Grabda        | część wsi |
| 0231892 | Stara Wieś          | część wsi |

## Historia
Według Jana Długosza wieś Janina, należała do zakonu w Busku była od 1231 własnością Marka i Dzierżka herbu Janina, zaś w akcie z 1244 jest ona nazywana własnością szpitala joannitów w Zagości założonego przez księcia Henryka Sandomierskiego. Dwa pokolenia później dziedzicem wsi był komes Marek, cześnik Gryfiny, małżonki Leszka Czarnego. Parafia Janina, która powstała w tym samym okresie, zajęła częściowo obszar wcześniej istniejących parafii Gnojno oraz Stopnica. Nazwa wsi Janina stała się w XIV wieku herbem godowym. We wsi znajduje się kościół parafii św. Wojciecha, wzniesiony w 1822 wraz z pobliską dzwonnicą. Kościół oraz dzwonnica zostały wpisane do rejestru zabytków nieruchomych. W pobliżu kościoła zlokalizowany jest cmentarz. 
W czasie II wojny światowej w sierpniu 1944 w rejonie Janiny przewidziana była koncentracja oddziałów partyzanckich Armii Krajowej i Batalionów Chłopskich w celu wyzwolenia Buska Zdroju. W dniu 5 sierpnia 1944 roku przybyła nawet do wsi grupa oficerów Armii Czerwonej (operującej na przyczółku baranowsko-sandomierskim) z którymi major Wacław Ćmakowski ps. „Srogi” pertraktował w sprawie wspólnego ataku na Busko. 
Podążający na koncentrację w Janinie oddział Armii Krajowej przypadkowo stoczył zwycięską potyczkę z kolumną niemiecką pod Zwierzyńcem.
W związku z tym że w nocy Niemcy wycofali się z miasta w kierunku Pińczowa, następnego dnia bez walki do Buska wkroczyły oddziały partyzanckie i czołówka Armii Czerwonej. W wyniku kontrataku przeprowadzonego przez Niemców, Busko i okolica w tym rejon wsi Janina trafił ponownie pod władzę reżimu III Rzeszy, na okres około 6 miesięcy. Ostateczne zdobycie Janiny i Buska-Zdroju miało miejsce 13 stycznia 1945 roku. Dokonali tego żołnierze 33 Gwardyjskiego Korpusu Strzeleckiego należącego do 5 Gwardyjskiej Armii dowodzonej przez gen. płk. Aleksieja Żadowa.
W latach 1975–1998 miejscowość położona była w województwie kieleckim.
We wsi znajduje się świetlica oraz biblioteka, będące oddziałem Buskiego Samorządowego Centrum Kultury. We wsi znajduje się też rodzinny dom dziecka, hostel dla osób uzależnionych od alkoholu, stadnina koni oraz pole namiotowe.
Wieś jest zwodociągowana (ujęcie wody w Widuchowej). Kilka razy dziennie kursują autobusy PKS Busko, działają również prywatni przewoźnicy. We wsi krzyżują się trzy drogi powiatowe – z Żernik, Kotek i Kołaczkowic.

## Osoby związane z Janiną
W Janinie urodził się Bolesław Łącki, porucznik WP, dowódca baterii 2 pal, zamordowany w Katyniu w 1940. Ze wsi pochodzi również literaturoznawczyni Marta Pawlina-Meducka.